# Scheltspruch
Der Scheltspruch (auch Schelt- oder Rügelied) ist eine Gattung der mittelhochdeutschen Spruch- und Spielmannsdichtung. Seinen Namen trägt er von einer kritischen Haltung gegenüber gesellschaftlichen Zeiterscheinungen oder gegenüber einer einzelnen Person, meist einem (rivalisierenden) Herren, dessen Verhalten nicht dem Ideal der Ständeordnung entsprach. Scheltsprüche sind meist einstrophig, bei einer mehrstrophigen, kanzonenartigen Form spricht man vom Scheltgedicht.
Die Dichter der Scheltsprüche waren Spielleute und Sangspruchdichter. Sie thematisierten politische und moralische Streitpunkte, wie es z. B. Walthers von der Vogelweide Spießbratenspruch (L 17,11) gegen die Staufer, seine Kritik an Philipps von Schwaben mangelnder Freigiebigkeit durch die Beispiele Richard Löwenherz und Saladin (L 19,17) oder den  Unmutston gegen Innozenz III. (L 34,4) zeigen. Daneben übten die Dichter in Scheltsprüchen auch literarische Kritik an ihren Konkurrenten, z. B. Reinmar der Fiedler gegen Leuthold von Seven oder Der Marner gegen Reinmar von Zweter. Dies führte in manchen Fällen zu einer Dichterfehde.
Schelt- oder Rügelieder, die sich bis ins Spätmittelalter hielten, sind auch die Sirventes, die aus der Tradition der Trobadordichtung stammen.